# 1867년 8월 북독일 국가의회 선거
1867년 8월 북독일연방 총선은 북독일연방 헌법에 따라 치러진 첫 제국의회 선거이다.

## 선거 결과
정당별 의석수
| 정당         | 의석수 |
| ------------ | ------ |
| 국가자유당   | 81     |
| 보수당       | 66     |
| 자유보수당   | 34     |
| 독일진보당   | 29     |
| 연방헌법연합 | 21     |
| 중앙연합     | 15     |
| 자유연합     | 13     |
| 폴란드인당   | 11     |
| 데인당       | 1      |
| 작센인민당   | 3      |
| 기타         | 4      |
| 무소속       | 16     |
| 합계         | 297    |